# أنتي باراتش
أنتي باراتش هو لاعب كرة قدم كرواتي في مركز الوسط، ولد في 27 سبتمبر 1980 في سبليت في كرواتيا. لعب مع NK Mosor ‏.

## وصلات خارجية
- أنتي باراتش على موقع قاعدة بيانات كرة القدم.إي يو (الإنجليزية)
- أنتي باراتش على موقع Soccerway.com (الإنجليزية)